# Ermitage de Saint-Pancrace
Pour les articles homonymes, voir Pancrace (homonymie).
L'ermitage de Saint-Pancrace, sur la commune de Grambois dans le département français de Vaucluse en région Provence-Alpes-Côte d'Azur, est un ancien édifice monacal inscrit aux monuments historiques.
Il est situé sur le domaine du château de Pradine. Propriété privée, l'édifice ainsi que la chapelle et le cimetière ne se visitent pas.

## Description
L'ermitage est situé au nord du village, sur la route de Vitrolles-en-Luberon.
Il fut bâti au XVIIe siècle et habité jusqu'à la Révolution française. La chapelle médiévale accolée à l'édifice est datée du XIVe siècle et a été prolongée au XVIIIe siècle par un porche comportant des fresques réalisées en utilisant les techniques du Quattrocento. Elles représentent une piéta, l'adoration des bergers et des rois, et un Sermon dans la montagne. Cet ermitage et sa chapelle ont été remaniés plusieurs fois au cours des siècles. La chapelle comprend quatre travées qui se terminent par un chevet plat. Des chapelles latérales ont été aménagées par le percement des arcades aveugles. L'entrée est précédée d'un auvent orné de fresques.

## Fresques
Les trois fresques peintes dans le narthex de la chapelle Saint Pancrace ainsi que les décorations de l'ensemble datent de 1912.
Georges Dufrénoy a peint une piéta sur le pan ouest du porche. L'artiste a volontairement accentué l'intensité dramatique de la scène sur une lumière de ciel d'orage. À la différence d'une pietà classique où la Vierge est représentée avec le corps du Christ sur les genoux, le christ est ici allongé sur un suaire, pieds croisés alors que la vierge semble juger de son état en lui posant la main sur le cœur. Sur la gauche, un groupe de femmes pleure sa mort et un vieil homme est agenouillé au pied du corps. À droite de la fresque, un saint et quelques fidèles se lamentent surplombés par des anges en larme. Le critique d'art Joachim Gasquet a écrit à propos de cette fresque : « tout y est d'une intensité dramatique qui fait songer au Tintoret, d'un pathétique qui s'apparente on ne sait comment, à quelques phrases désespérée d'une symphonie de Beethoven[réf. nécessaire] ».
Alfred Lombard a peint un sermon dans la montagne. Cette fresque est placée entre les deux autres. On y voit sous un ciel bleu foncé, le christ vêtu de rouge, assis sur une butte, la main gauche tendu vers un auditoire attentif constitué de plusieurs couches sociales différentes. Sur la gauche, une femme habillée de vert, une rose dans la main droite se tient la tête.
Pierre Girieud a peint L'Adoration des bergers et des rois proche de l'entrée de la chapelle. Dans un paysage exotique et luxuriant, la vierge présente l'enfant Jésus sur ses genoux, à des bergers et des rois venus le voir. Cette fresque très colorée met en scène une multitude de personnage, notamment un roi au centre agenouillé et présentant un trésor, derrière lequel se tient un esclave tenant une vasque. À droite, un prince sur un chameau et derrière la vierge, dieu en observateur. Une large surface de la fresque en bas au centre a disparu.

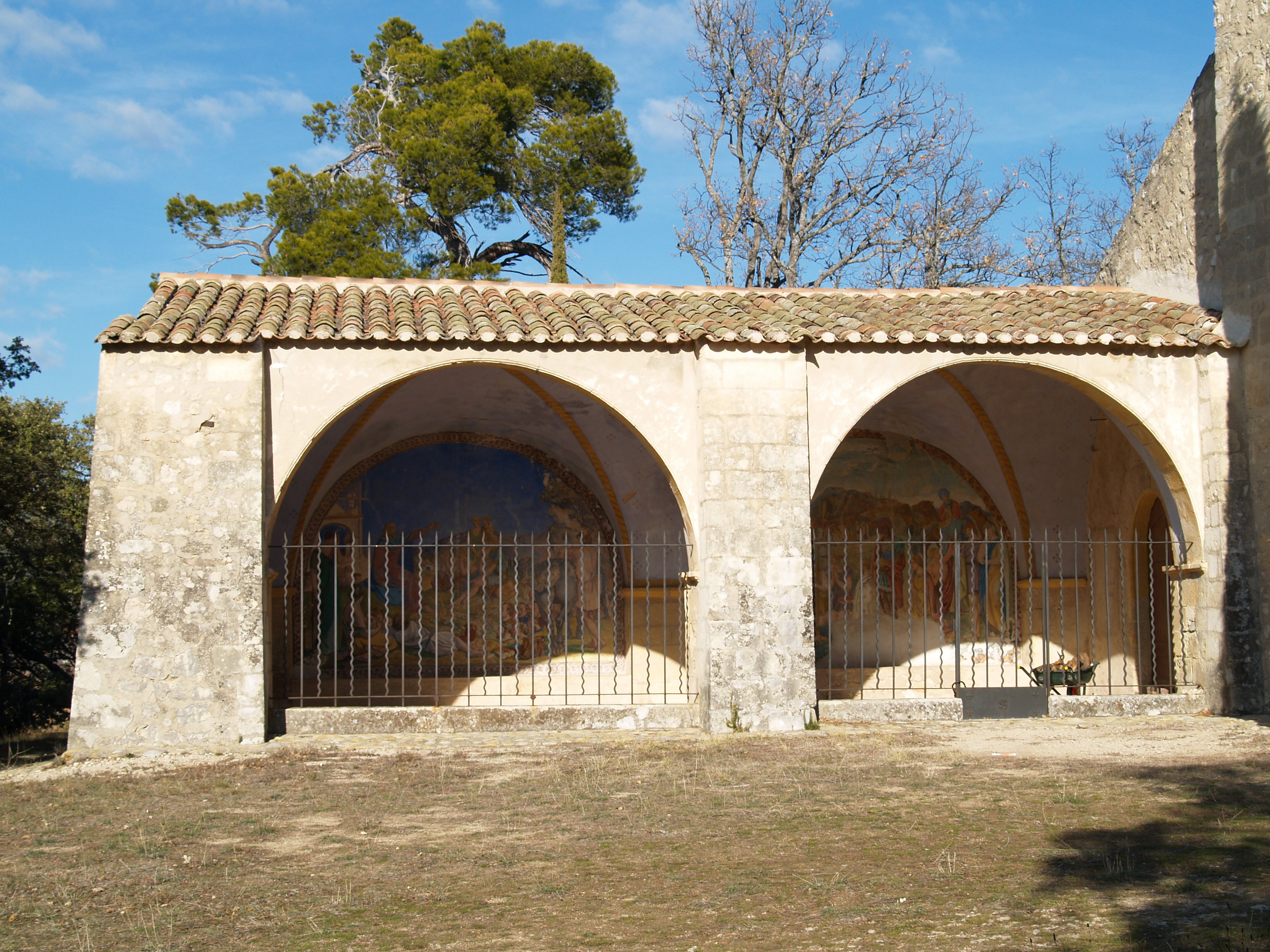
Le porche abritant les fresques.
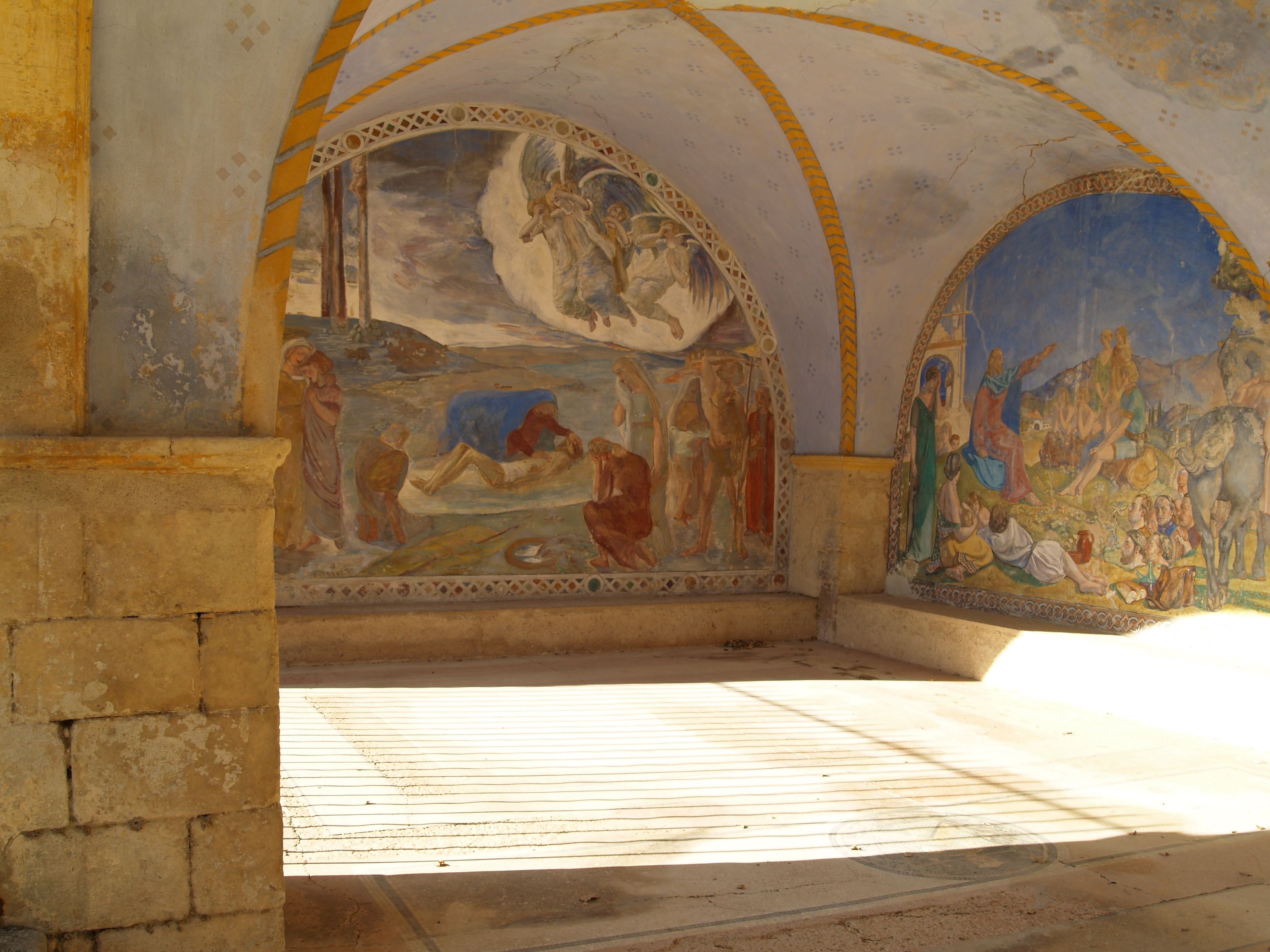
Les fresques du porche de la chapelle.
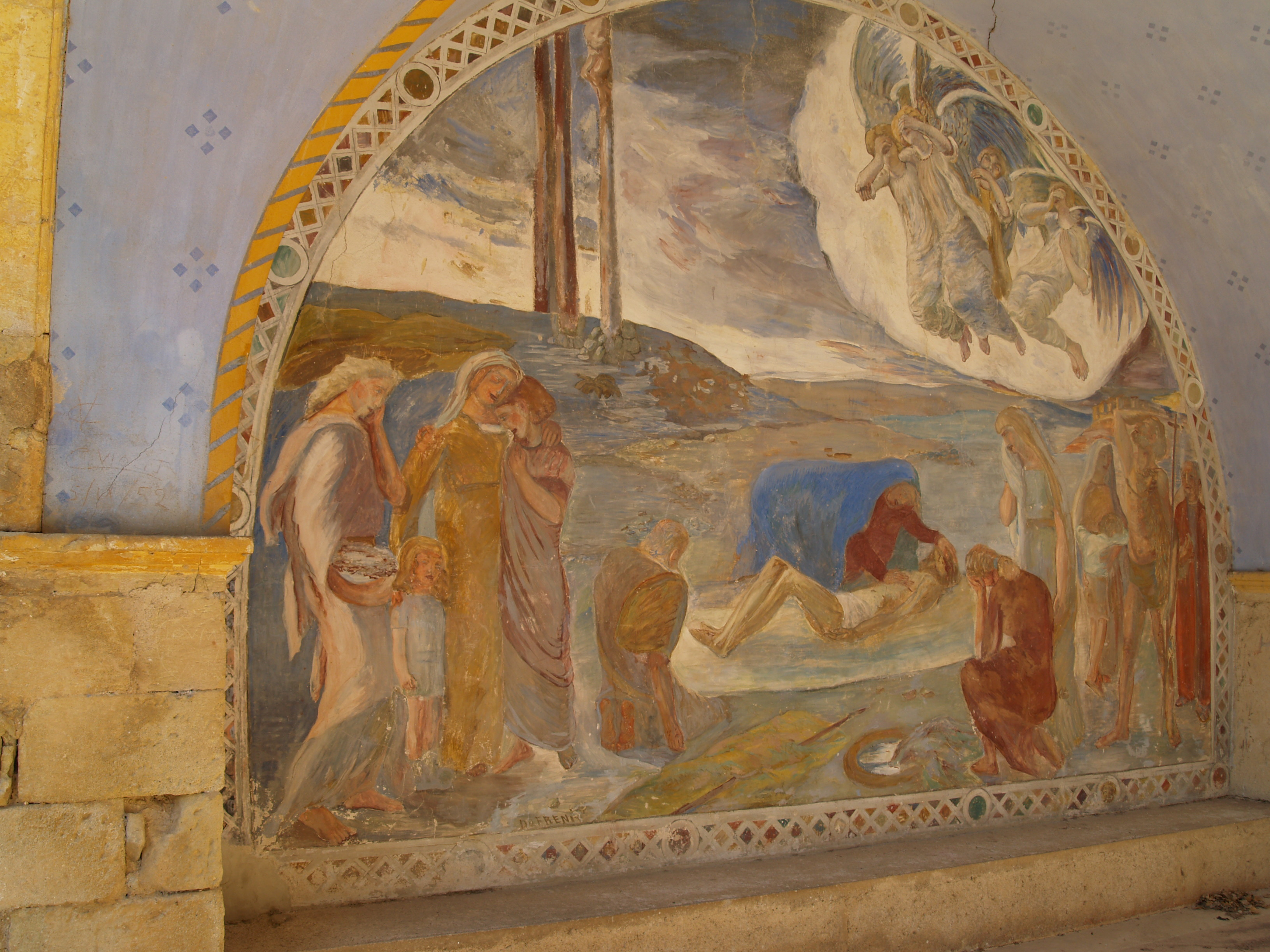
Georges Dufrénoy, Piéta.
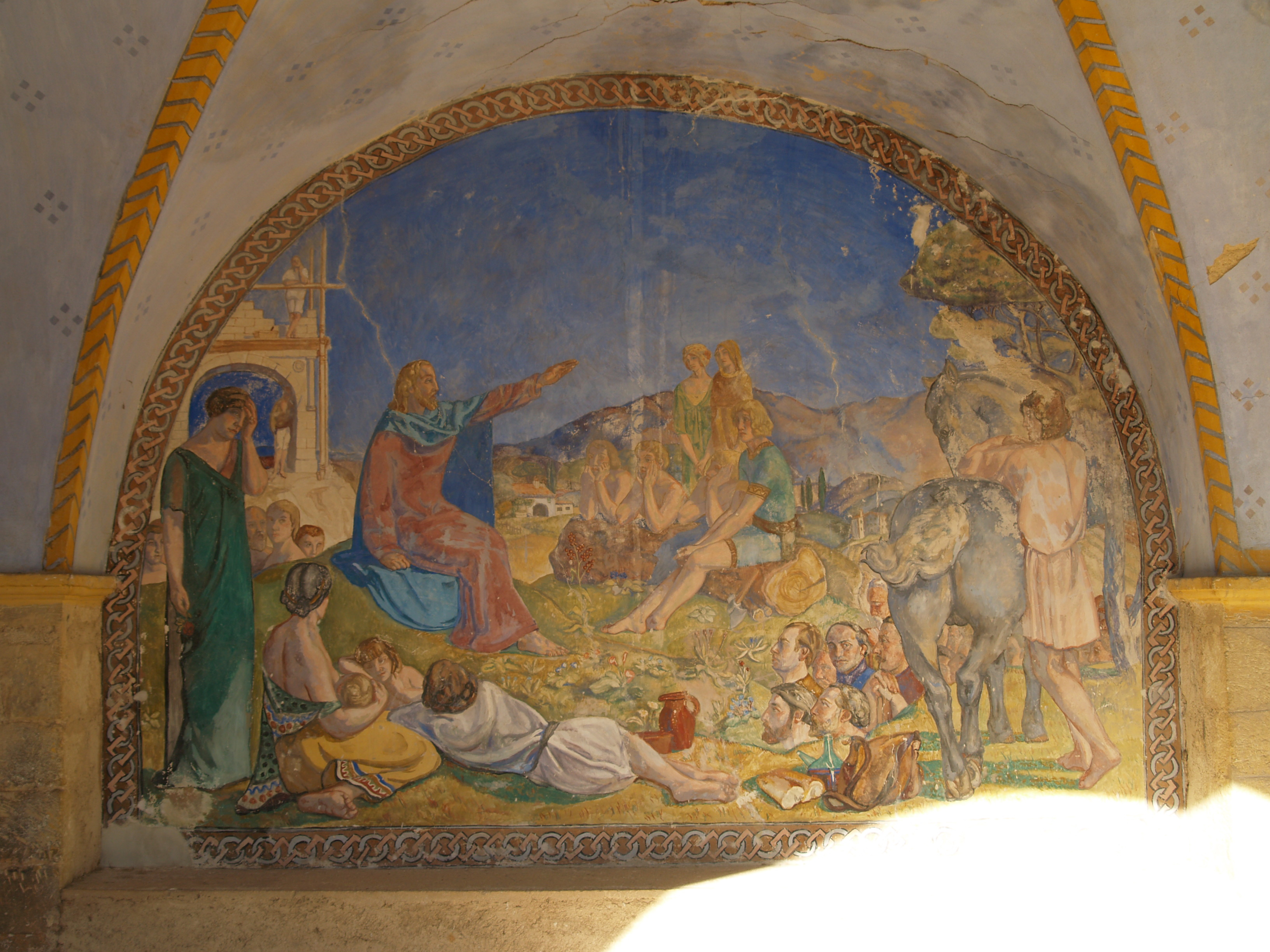
Alfred Lombard, Le Sermon dans la montagne.
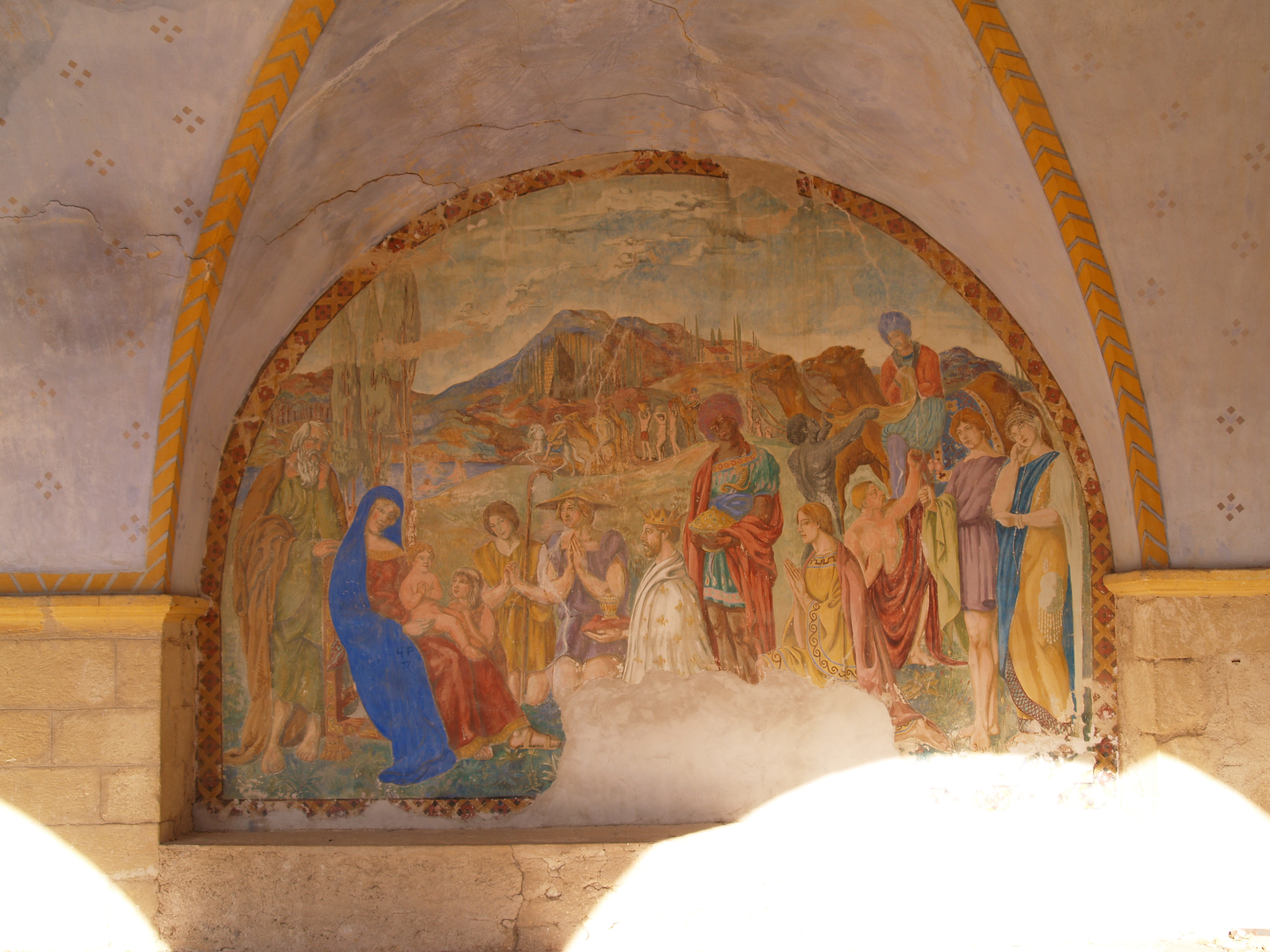
Pierre Girieud, L'Adoration des bergers et des rois.

## Cimetière
À l'est de l'ermitage, le cimetière du XIXe siècle est délimité par un vaste enclos carré tracé au milieu des cyprès. Cinq mausolées sculptés par des artistes de Marseille y siègent, contenant les restes de la famille Bonnin, Bec et Fitch-Douglas. Une pyramide de six mètres de haut abrite le corps de la jeune filleule de Joseph Bonnin. Joséphine Bonnin est morte à Genève à l'âge de 28 ans. Sur chaque face de la pyramide était gravé un poème à sa mémoire, on peut y lire :
Plaque 1
ci-git qui pour la terre avait trop de vertus

le ciel en fut jaloux, le ciel nous l'a ravie

ses charmes ont péri … mais son âme affranchie

est au sein de son dieu … ah! ne la pleurez plus.

— par son frère
Plaque 2
Hélas de mon bonheur la fortune jalouse

à peine encore formé a brisé les doux nœuds

qui m'unissaient à la plus tendre épouse

lui survivre est pour moi le sort le plus affreux.

elle n'est plus! enfants infortunés

tous les ans pour gémir en ces lieux amenés

un cri religieux, le cri de la nature

vous dit : pleurez, priez sur cette sépulture.

Tristes regrets alimentez mon âme

douleur règne ou siégeait autrefois le bonheur!

ce n'est en expirant que s'eteindra la flamme

que ces rares vertus firent naitre en mon cœur.
Plaque 3
Rose qu'embellissaient mes soins et la nature

tu fus quelques instants ma plus chère parure

du terrible aquilon l'indomptable fureur

sur sa tige arracha la plus aimable fleur.

ce n'est pas sur mon sein qu'elle perdit la vie

loin de moi se flétrie cette fleur si chérie.

Rose tu fus pour moi l'image du bonheur

et ta tige épineuse est toujours sur mon cœur.

Sur ta couche de mort rouvre encore ta paupière

sens tomber sur ton cœur les larmes de ta mère.
Plaque 4
Il est un sentiment pour l'âme ineffaçable

des regrets eternels de trop juste douleurs:

cet objet tant aimé qui fait couler nos pleurs

en a rendu pour moi la source intarissable.

— par sa mère

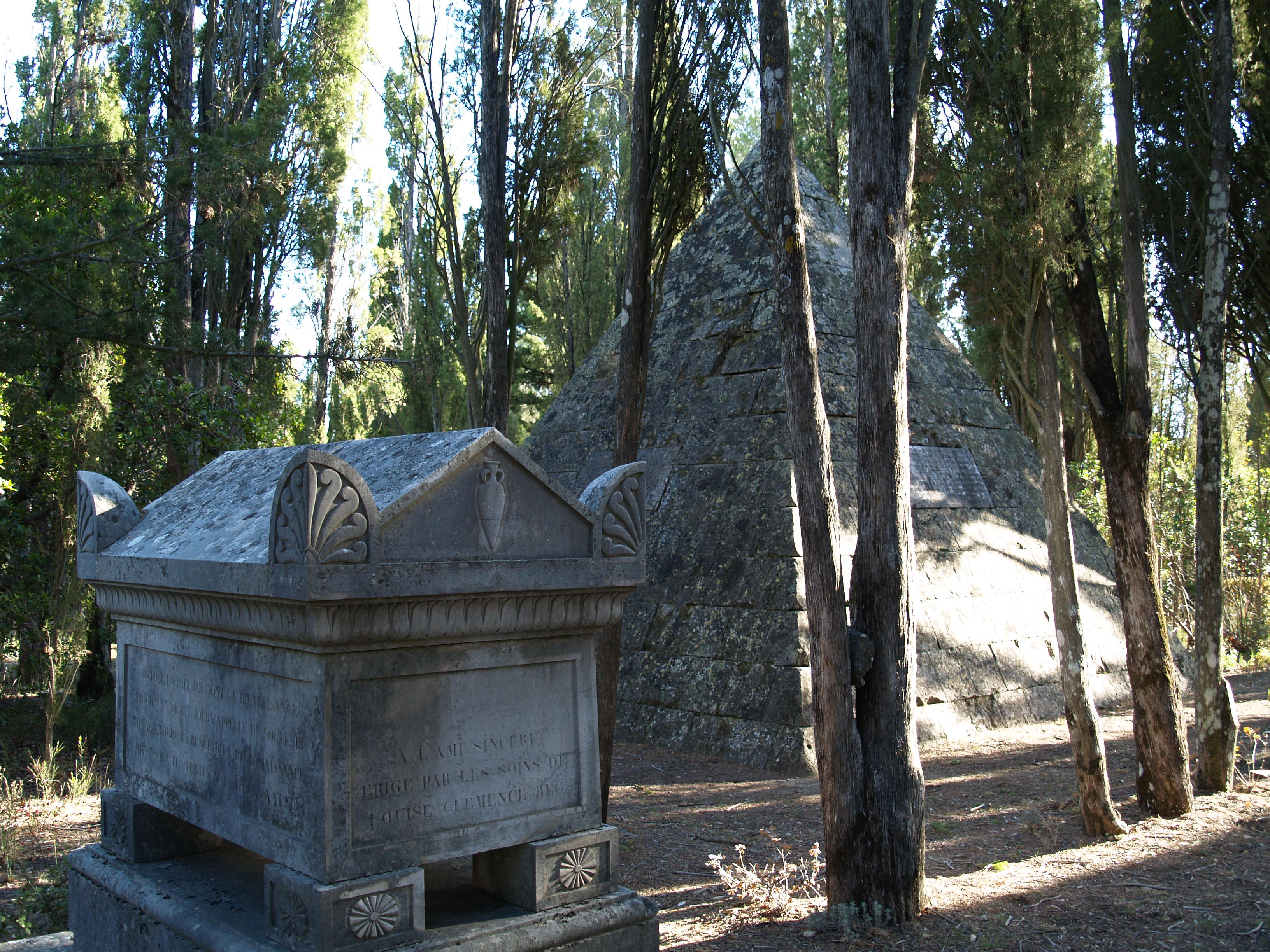
Le mausolée de Pierre Bonnin et la pyramide.
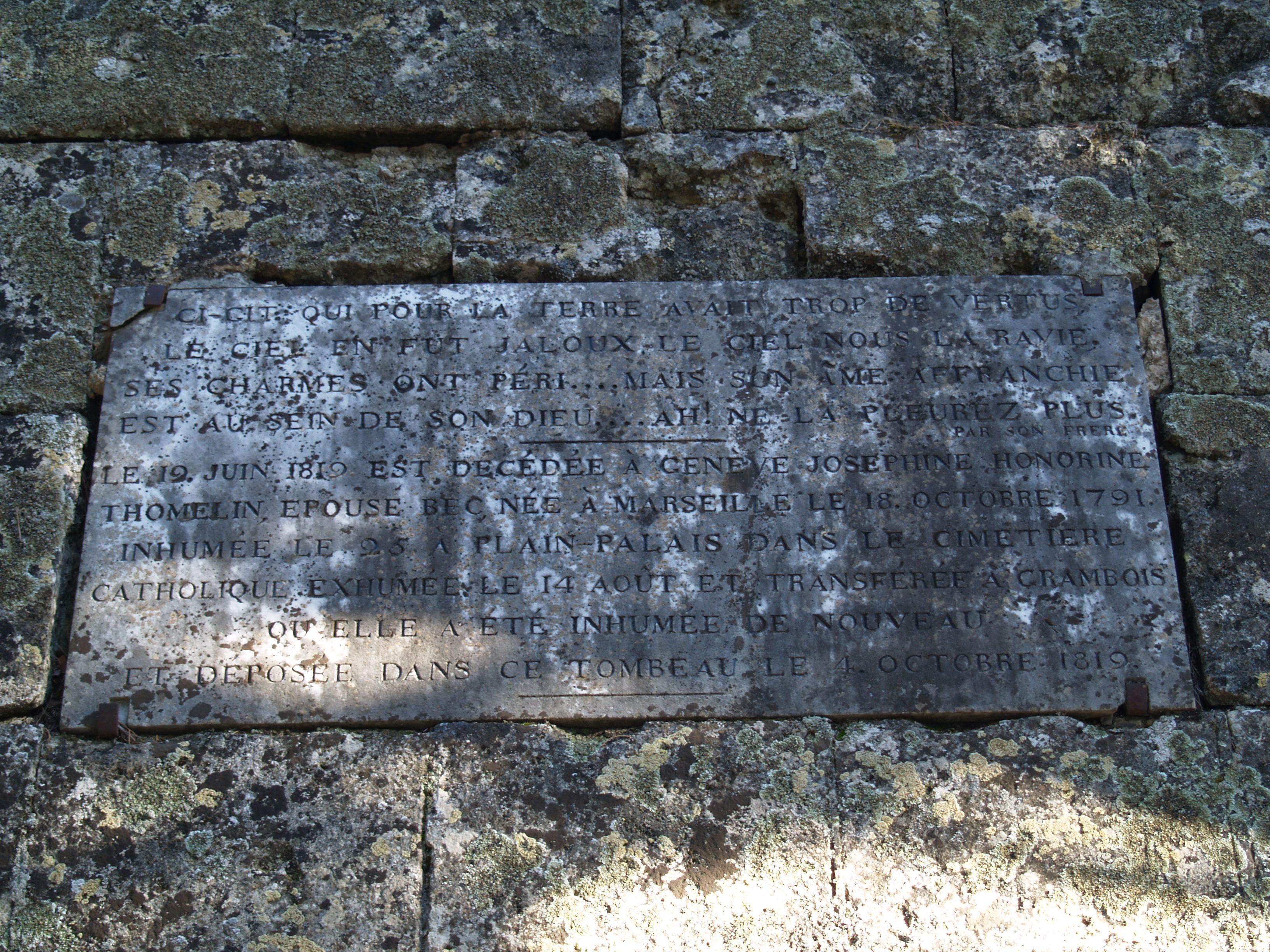
Poème sur la face ouest de la pyramide.
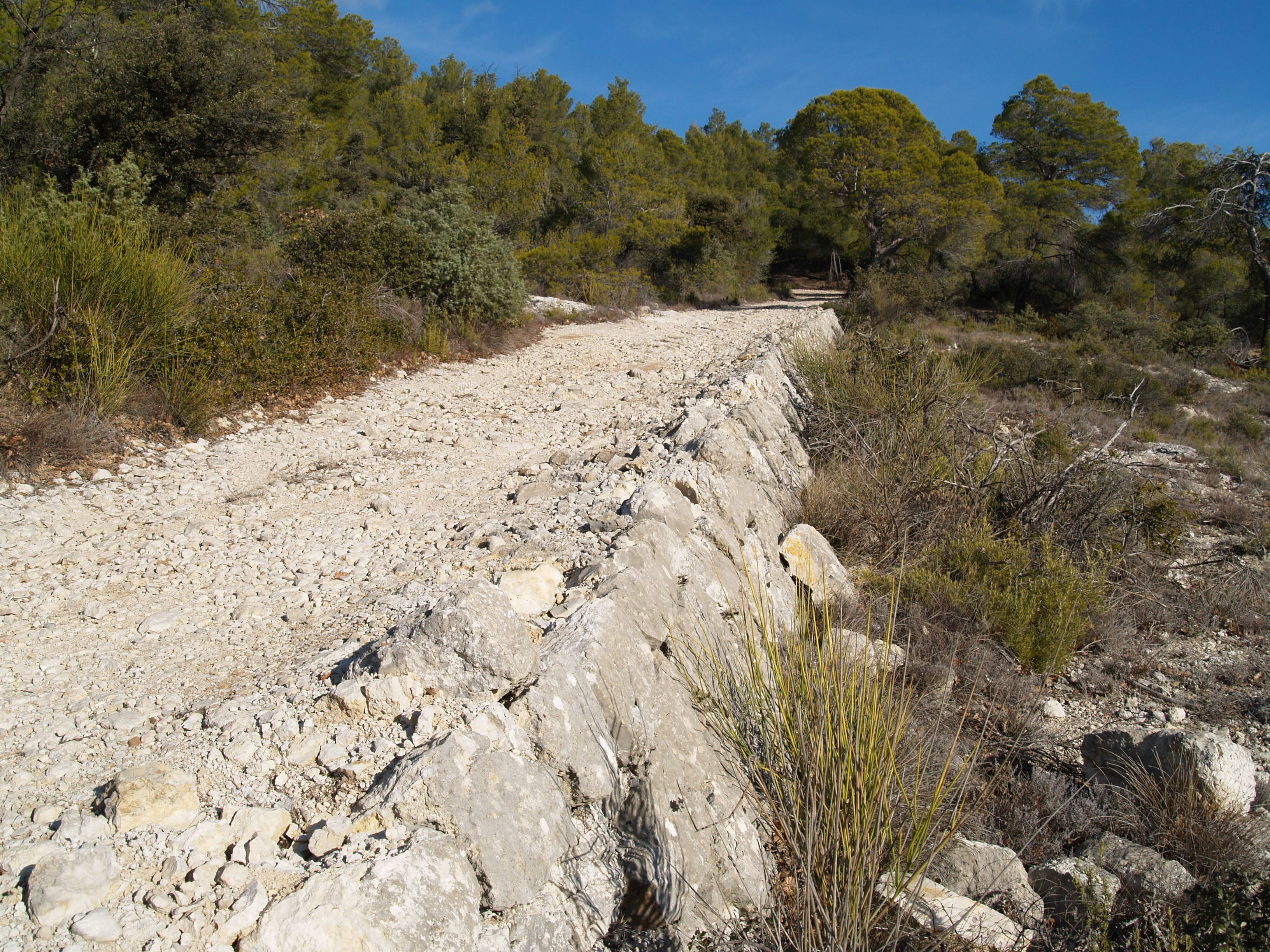
Sur le chemin de l'ermitage.
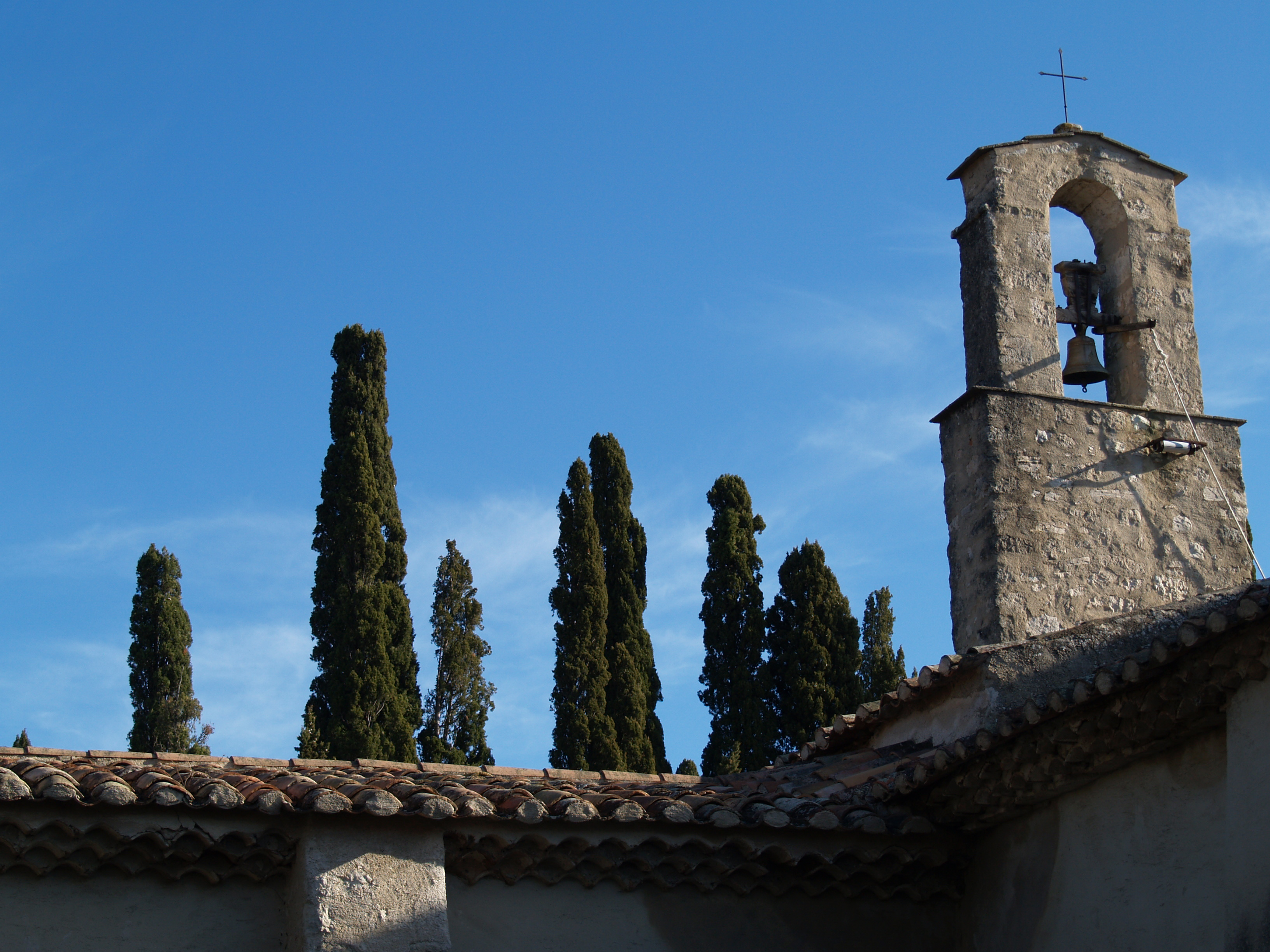
Le clocher-mur de l'ermitage.
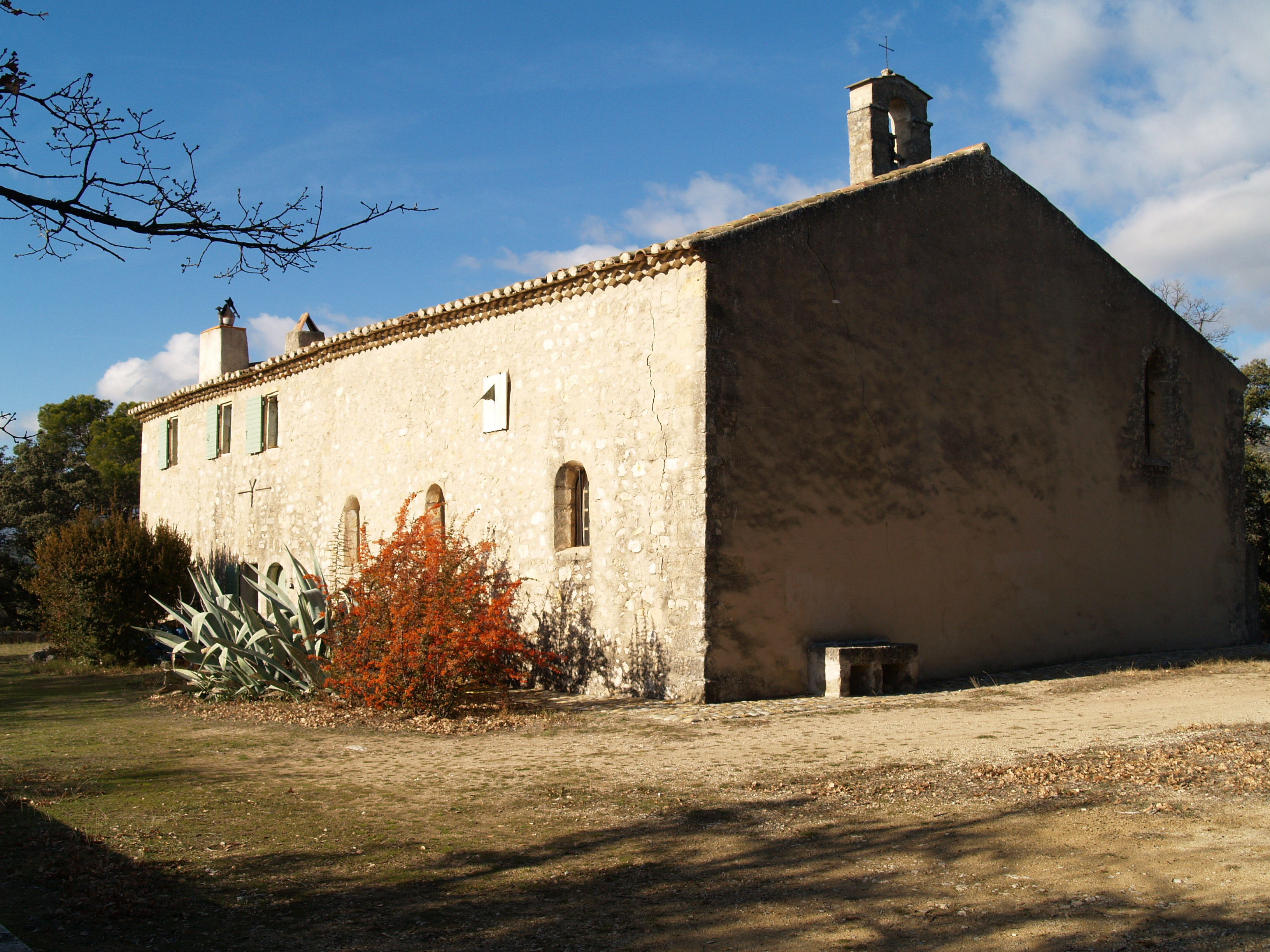
Vue de la façade est.